# Delphinium pyramidatum
Delphinium pyramidatum là một loài thực vật có hoa trong họ Mao lương. Loài này được Albov mô tả khoa học đầu tiên năm 1891.